# Студенецкие Выселки (деревня)
Студенецкие Выселки — опустевшая деревня в Венёвском районе Тульской области в составе Центрального сельского поселения.

## География
Деревня находится в северо-восточной части Тульской области на расстоянии приблизительно 16 км на северо-запад от города Венёв, административного центра района.

## История
В 1926 году здесь (деревня Венёвского уезда Тульской губернии) было учтено 13 дворов, перед Великой Отечественной войной — 15.

## Население
Постоянное население деревни составляло 103 человека (1926 год) , 0 как в 2002 году, так и в 2010.